# Yves
Yves és un municipi al departament de la Charanta Marítima, a la regió de Nova Aquitània, a França. Fou el lloc de naixement de Sophie Blanchard, pionera de l'aviació durant el segle xix.